# Symbister (East Burra)

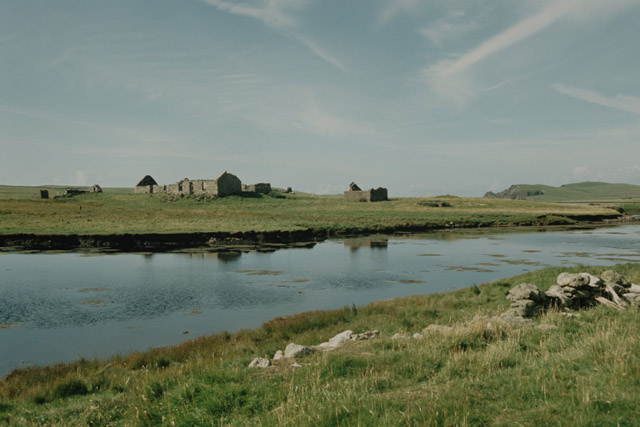
Blick über den Houb auf die Ruinen von Symbister

Symbister ist eine ehemalige Siedlung an der Westküste der zu East Burra zählenden Halbinsel Houss Ness auf den schottischen Shetlands. Sie liegt am Fuß einer Landzunge, der Taing of Symbister, die den Meeresarm West Voe von der Bucht Houb trennt. Im Nordosten wird sie überragt vom 62 Meter hohen Ward of Symbister. Im Rahmen der historischen Gliederung Schottlands in Civil Parishes zählt Symbister zu Lerwick.
Die Überreste des Weilers bestehen aus den Ruinen von neun Gebäuden – eines davon, auf der gegenüberliegenden Seite des Houb, war möglicherweise eine Mühle – sowie drei Einfriedungen. Dass das Gebiet bereits in der Bronzezeit besiedelt war, zeigen drei Burnt Mounds knapp 50 Meter südlich des Ortes.